# Franc Peternel
Franc Peternel, slovenski strelec, * 9. november 1932, Kranj, † 1. september 2015.
Peternel je za Jugoslavijo nastopil na Poletnih olimpijskih igrah 1976 v Montrealu in na Poletnih olimpijskih igrah 1980 v Moskvi. Obakrat je nastopil v disciplini pištola, hitro streljanje na 25 metrov. V Montrealu je osvojil 15, v Moskvi pa 23. mesto.